# Homel
Homel (bělorusky i rusky Гомель, Homel/Gomel) je běloruské město a správní centrum Homelské oblasti v jihovýchodní části země, v kraji zvaném Polesí, 300 km jihovýchodně od Minsku a 40 km od hranice s Ukrajinou a Ruskem, na soutoku řek Sož a Ipuť. V roce 2015 zde žilo přes 526 000 obyvatel a bylo tak po Minsku druhým největším městem v zemi. Mnoho obyvatel odešlo po havárii černobylské elektrárny, která leží 130 km jihozápadně odtud.
Homel je historické město (jako rok založení je přijímán letopočet 1142) a jeden z turistických cílů Běloruska. Ve městě je několik pamětihodných kostelů a paláců. Město je také důležitou stanicí na trati Kyjev - Černihiv - Žlobin - Minsk/Petrohrad.

## Historie
Během druhé světové války bylo od srpna 1941 do listopadu 1943 okupováno německou armádou. Počet obyvatel klesl ze 144 000 na 15 000.

## Osobnosti
- Andrej Gromyko (1909–1989), sovětský ministr zahraničí v letech 1957–1985. Narodil v blízké vesnici Staryje Gromyki.
- Irina Jatčenková (* 1965), běloruská atletka
- Sergej Sidorski (* 1954), běloruský premiér v letech 2003–2010

## Partnerská města
- České Budějovice, Česko
- Charbin, Čína (2015)
- Kaliningrad, Rusko
- Murmansk, Rusko
- Magadan, Rusko (2024)

## Galerie

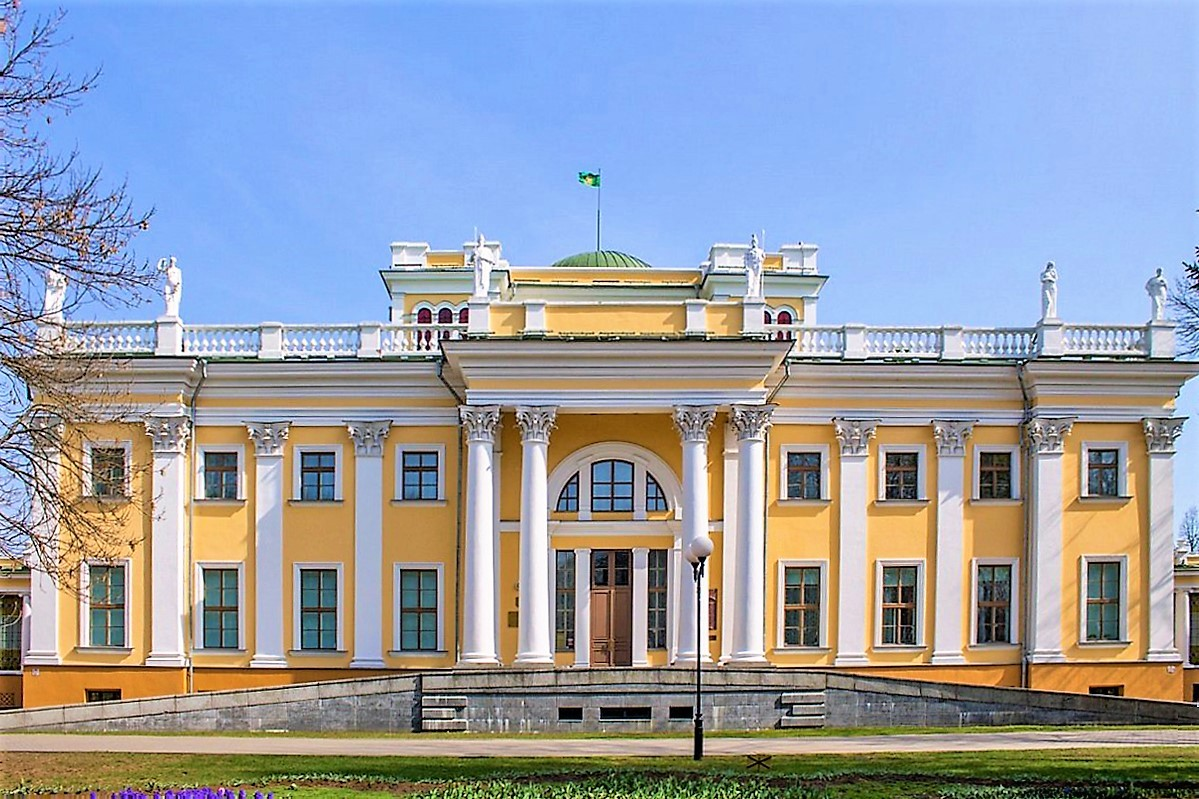
Palác Paškevičových
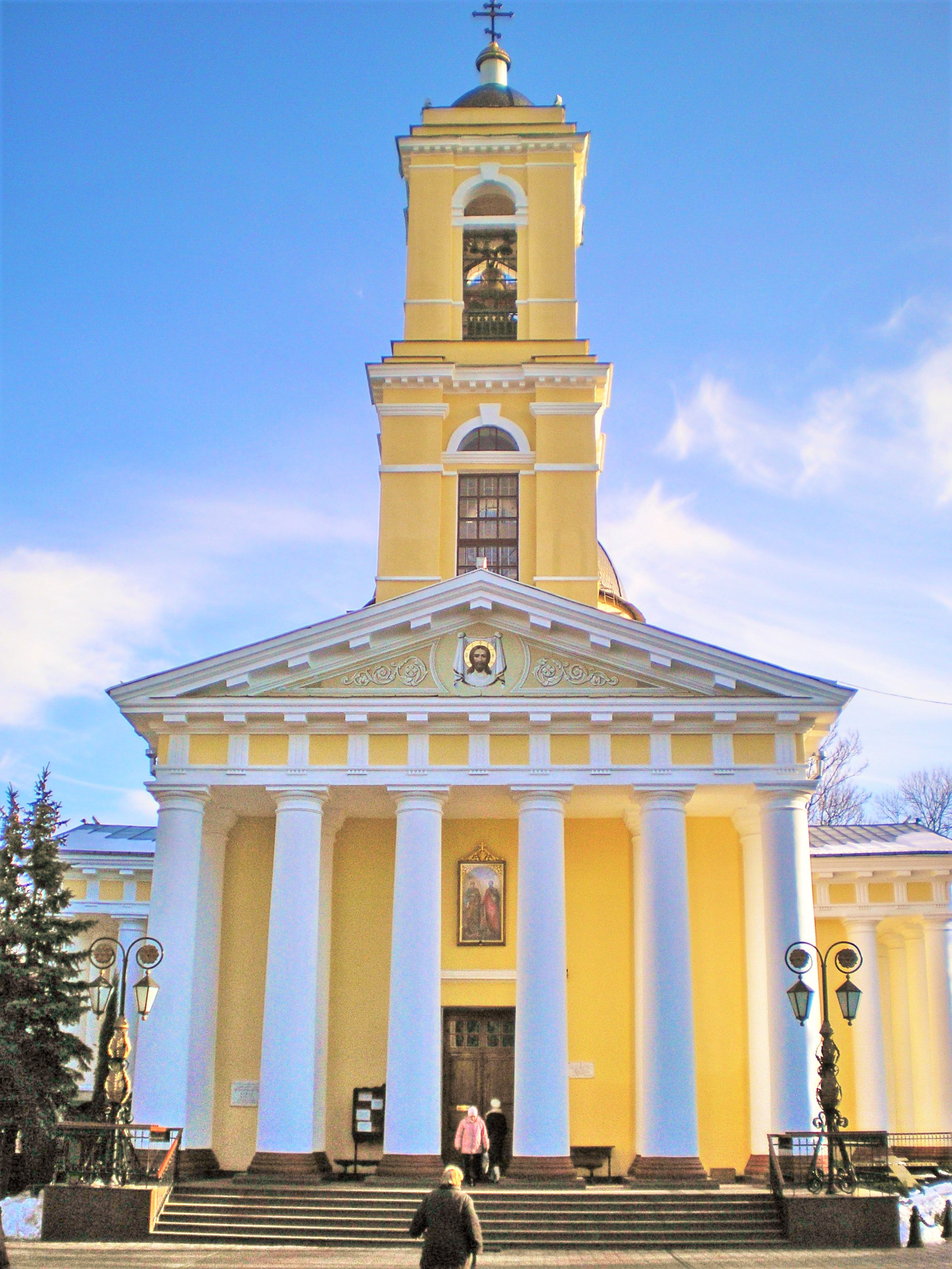
Katedrála sv. Petra a Pavla